# 神田外語大学の人物一覧
神田外語大学の人物一覧（かんだがいごだいがくのじんぶついちらん）は、神田外語大学の人物の一覧。

## 学長
歴代学長は以下のとおり
- 初代：小川芳男
- 第2代：井上和子
- 第3代：石井米雄
- 第4代：赤澤正人
- 第5代：酒井邦弥
- 第6代：宮内孝久

## 著名な教職員
- 鶴岡公幸 - 外国語学部国際ビジネスコミュニケーション学科教授、国際マーケティング
- 黒田龍之助（言語教育研究所特任教授／言語学、スラブ語）
- 興梠一郎（言語教育研究所教授／現代中国論）
- 戸田奈津子（外国語学部客員教授／字幕翻訳家）
- 町田明広（外国語学部国際コミュニケーション学科国際コミュニケーション専攻准教授、日本研究所副所長、学長補佐／歴史学）
- 松田清（日本研究所客員教授／蘭学）
- 山内昌之（日本研究所客員教授／歴史学、中東・イスラーム地域研究、国際関係史）

## 主な出身者

### 放送
- 今山佳奈（フリーアナウンサー）
- 佐藤多恵（フリーアナウンサー）
- 和田弘江（社会部記者、フリーアナウンサー）
- 渡辺一宏（フリーアナウンサー）

### 音楽
- 安西はぢめ（アコーディオン奏者）
- AAAMYYY（ミュージシャン）
- 沖井礼二（ミュージシャン）
- 坂和也（キーボーディスト、作曲家、編曲家）
- シータθ（女性歌手）
- 細美武士（ミュージシャン）

### 実業
- 太田豊紀（イベントプロデューサー、実業家）
- 高橋歩（実業家）- 中退
- 南まゆ子（起業家、アイエフラッシュ代表取締役社長）
- 山川咲（起業家、ウェディングプランナー）

### 芸能
- 鶴岡慶子（司会者、ナレーター）
- 永峰絵里加（女優）
- 比嘉バービィ（モデル、タレント）
- 山崎紘菜（女優）
- リロイ太郎（お笑いタレント）